# Karl Häußner
Karl Josef Häußner (* 30. November 1882 in Bruchsal; † 29. Dezember 1955 in Karlsruhe) war ein badischer Verwaltungsbeamter.

## Leben
Nach dem Besuch der Gymnasien in Karlsruhe, Tauberbischofsheim und Baden-Baden begann er 1901 ein Studium der Rechtswissenschaften an der Ruprecht-Karls-Universität Heidelberg, wo er nach dem Besuch weiterer Universitäten 1906 promovierte. Er war Mitglied der Verbindung Rupertia. 1909 legte er die 2. juristische Staatsprüfung ab und trat in den Dienst des badischen Innenministeriums. Von 1915 bis 1918 war er in der Zivilverwaltung des Generalgouvernements Belgien beschäftigt und erhielt 1917 den Rang eines Regierungsrates. 1919 war er beim Bezirksamt Freiburg eingesetzt und wirkte nebenamtlich als Syndikus der Universität Freiburg. Im April 1921 wechselte er als Regierungsrat nach Karlsruhe, wo er zunächst im Bezirksamt und kurz darauf im Innenministerium arbeitete und schon Mitte August 1921 trat er seinen Dienst im Reichsarbeitsministerium an. Im Februar 1924 wechselte Häußner zum Oberversicherungsamt in Karlsruhe. Von 1929 bis 1932 war Häußner Mitglied der DVP. Von 1932 bis 1934 war er Landrat in Lörrach. Nach weiteren Aufgaben als Direktor des Oberversicherungsamtes Konstanz (1934–1936) und Oberverwaltungsgerichtsrat am badischen Verwaltungsgerichtshof wurde er ab 1939 im badischen Innenministerium eingesetzt. Am 20. Juni 1941 beantragte er die Aufnahme in die NSDAP und wurde zum 1. Juli desselben Jahres aufgenommen (Mitgliedsnummer 8.936.260). Die US-Militärregierung verfügte im Juni 1945 seine Entlassung, jedoch wurde er als Angestellter weiterbeschäftigt und wurde 1949 wieder Oberregierungsrat auf Widerruf und kurz vor seiner Pensionierung 1950 auf Lebenszeit.

## Schriften
- Lotterie und Ausspielung im heutigen Strafrecht. juristische Dissertation Heidelberg 1906